# Campeonato Sul-Americano de Clubes de Basquete Feminino de 2012
O Campeonato Sul-Americano Feminino de Clubes de 2012 foi a 16º edição do torneio, sendo a 2ª competição sob o comando da FIBA, depois de uma interrupção de quase 3 anos. O formato do torneio foi um hexagonal na primeira fase, que definiu os 2 finalistas. A cidade de Quito foi mais uma vez a sede do torneio.

## Participantes
- Club Atlético Lanús;
- Centro Esportivo Ourinhos;
- Americana Basketball;
- Universidad Tecnológica Equinoccial;
- Club de Regatas Lima;
- Club Malvín.

Bolívia, Chile, Colômbia, Paraguai e Venezuela não indicaram representantes para a disputa do torneiro.

## Primeira fase - Hexagonal
| Pos. | Equipe       | Pts | PJ | PG | PP | PF  | PC  | Dif  |
| ---- | ------------ | --- | -- | -- | -- | --- | --- | ---- |
| 1.   | Americana    | 10  | 5  | 5  | 0  | 432 | 284 | +148 |
| 2.   | Ourinhos     | 9   | 5  | 4  | 1  | 382 | 341 | +41  |
| 3.   | U.T.E.       | 8   | 5  | 3  | 2  | 428 | 337 | +91  |
| 4.   | Lanús        | 7   | 5  | 2  | 3  | 295 | 346 | -51  |
| 5.   | Regatas Lima | 6   | 5  | 1  | 4  | 288 | 390 | -102 |
| 6.   | Malvín       | 5   | 5  | 0  | 5  | 273 | 400 | -127 |

| data                | Horário² | Partida¹     | Partida¹ | Partida¹     |
| ------------------- | -------- | ------------ | -------- | ------------ |
| 30 de abril de 2012 | 15:30    | Ourinhos     | 70-56    | Lanús        |
| 30 de abril de 2012 | 17:30    | Americana    | 93-59    | Malvín       |
| 30 de abril de 2012 | 20:00    | U.T.E.       | 108-50   | Regatas Lima |
| 1 de maio de 2012   | 16:00    | Lanús        | 60-54    | Regatas Lima |
| 1 de maio de 2012   | 18:00    | Ourinhos     | 54-84    | Americana    |
| 1 de maio de 2012   | 20:00    | U.T.E.       | 80-61    | Malvín       |
| 2 de maio de 2012   | 16:00    | Regatas Lima | 56-43    | Malvín       |
| 2 de maio de 2012   | 18:00    | Lanús        | 44-72    | Americana    |
| 2 de maio de 2012   | 20:00    | U.T.E.       | 71-77    | Ourinhos     |
| 3 de maio de 2012   | 16:00    | Lanús        | 71-51    | Malvín       |
| 3 de maio de 2012   | 18:00    | Ourinhos     | 81-71    | Regatas Lima |
| 3 de maio de 2012   | 20:00    | U.T.E.       | 70-85    | Americana    |
| 4 de maio de 2012   | 16:00    | Malvín       | 59-100   | Ourinhos     |
| 4 de maio de 2012   | 18:00    | Regatas Lima | 57-98    | Americana    |
| 4 de maio de 2012   | 20:00    | U.T.E.       | 99-64    | Lanús        |

- (¹) -  Todas as partidas no Coliseo Julio César Hidalgo, Quito, Equador
- (²) -  Hora local de Quito (UTC-5)

## Disputa do 5º lugar
| 5 de maio de 2012 |       |        |
| Regatas Lima      | 61-73 | Malvín |

## Disputa do 3º lugar
| 5 de maio de 2012 |       |       |
| U.T.E.            | 88-84 | Lanús |

## Final
| 5 de maio de 2012 |       |          |
| Americana         | 82-67 | Ourinhos |

## Premiação
| Sul-Americano de Clubes 2012             |
| Brasil                                   |
| ---------------------------------------- |
| Americana Basketball Campeão (1º título) |